# La Grande Olympiade
Pour plus de détails, voir Fiche technique et Distribution.
La grande olimpiade (La grande olimpiade) est un film documentaire italien réalisé par Romolo Marcellini, sorti en 1961, dont le sujet est les Jeux olympiques d'été de 1960 à Rome. Il est nommé aux Oscars de 1962 dans la catégorie du meilleur documentaire.
L'illustration sonore du documentaire a été réalisée par Francesco Lavagnino, avec la collaboration d'Armando Trovajoli, joué par l'Orchestra Cinefonica Italiana dirigée par Carlo Savina. Pour la fin du film a été utilisé un morceau non original : « l'Hymne au Soleil » de l'opéra Iris de Pietro Mascagni.
Le film a été restauré par l'Istituto Luce, ce qui a permis son édition en DVD en 2010.

## Fiche technique
- Titre français : La Grande Olympiade[2]
- Titre original : La grande olimpiade
- Réalisation : Romolo Marcellini
- Scénario : Mario Craveri, Luigi Filippo D'Amico, Lionello De Felice, Giorgio Ferroni, Rino Filippini, Romolo Marcellini, Donato Martucci, Sergio Valentini, Gualtiero Zanetti, Romolo Marcellini, Nicolò Ferrari, Fede Arnaud, Giorgio Chiecchi, Daniele G. Luisi, Sergio Valentini, Donato Martucci et Corrado Sofia
- Musique : Angelo Francesco Lavagnino et Armando Trovajoli
- Photographie : Aldo Alessandri, Francesco Attenni, Libio Bartoli, Cesare Colò, Mario Damicelli, Renato Del Frate, Angelo Filippini, Mario Fioretti, Angelo Jannarelli, Luigi Kuveiller, Emanuel Lomiry, Angelo Lotti, Masino Manunza, Erico Menczer, Ugo Nudi, Emanuele Piccirilli, Marco Scarpelli, Antonio Secchi, Renato Sinistri, Vittorio della Valle, Carlo Ventimiglia et Fausto Zuccoli
- Montage : Jolanda Benvenuti, Mario Serandrei et Alberto Verdejo
- Société de production : Comitato Olimpico Nazionale Italiano et Istituto Luce
- Pays :  Italie
- Genre : Documentaire
- Durée : 147 minutes
- Dates de sortie : 
  - Italie : 19 juin 1961
  - France : 1963 (date incertaine[2])